# Nationaal zeereservaat Sanganeb
Het Nationaal zeereservaat Sanganeb is een zeereservaat in de Rode Zee voor de kust van Soedan, nationaal beschermd sinds 1990. Het reservaat ligt voor de kust van de Soedanese deelstaat Rode Zee, zo'n 30 km ten noordoosten van Port Soedan.
Het reservaat bevat een uniek ecosysteem van een atol gevormd door koraal met koraalriffen op de steile hellingen onder water. Er zijn veel endemische en bedreigde soorten van planten en dieren in de omringende wateren waargenomen, waaronder een populatie van de ernstig tot kritiek bedreigde karetschildpadden.
Het gebied is geliefd als locatie voor scubaduiken gegeven de rijke onderwaterfauna met de spectaculaire koraalformaties en hamerhaaien. De omliggende zones in de Rode Zee kennen dieptes tot 800 m.
Op de zuidpunt van het koraal werd in 1906 door de Britten een vuurtoren gebouwd om de locatie van het koraal zo'n 25 km van de kust verwijderd aan te duiden voor het scheepvaartverkeer. De oorspronkelijk metalen constructie werd nadien door een betonnen vuurtoren vervangen die tot heden actief is en door de Soedanese overheid wordt uitgebaat.
In juli 2016 werd het atol erkend als natuurlijk werelderfgoed door de 40e sessie van de Commissie voor het Werelderfgoed en in Istanboel ingeschreven op de UNESCO werelderfgoedlijst in een gezamenlijke inschrijving met het noordelijker gelegen Nationaal zeereservaat Dungonab-baai en Mukkawar-eiland.